# 1410-ih
2. tisućljeće
◄ | 14. stoljeće | 15. stoljeće | 16. stoljeće | ►
◄ | 1380-ih | 1390-ih | 1400-ih | 1410-ih | 1420-ih | 1430-ih | 1440-ih | ►
1410. | 1411. | 1412. | 1413. | 1414. | 1415. | 1416. | 1417. | 1418. | 1419.

## Događaji i trendovi
- 9. rujna[Koje godine?], Veliko vijeće Dubrovačke Republike donosi zaključak o podčinjavanju Mljeta knezu Šipana i Otoka.
- 15. studenoga, Veliko vijeće Dubrovačke Republike donosi propise o Mljetu, čime Mljet postaje sastavni dio Republike.

## Vanjske poveznice
|  | Zajednički poslužitelj ima još gradiva o temi 1410-ih |